# Trader Joe’s

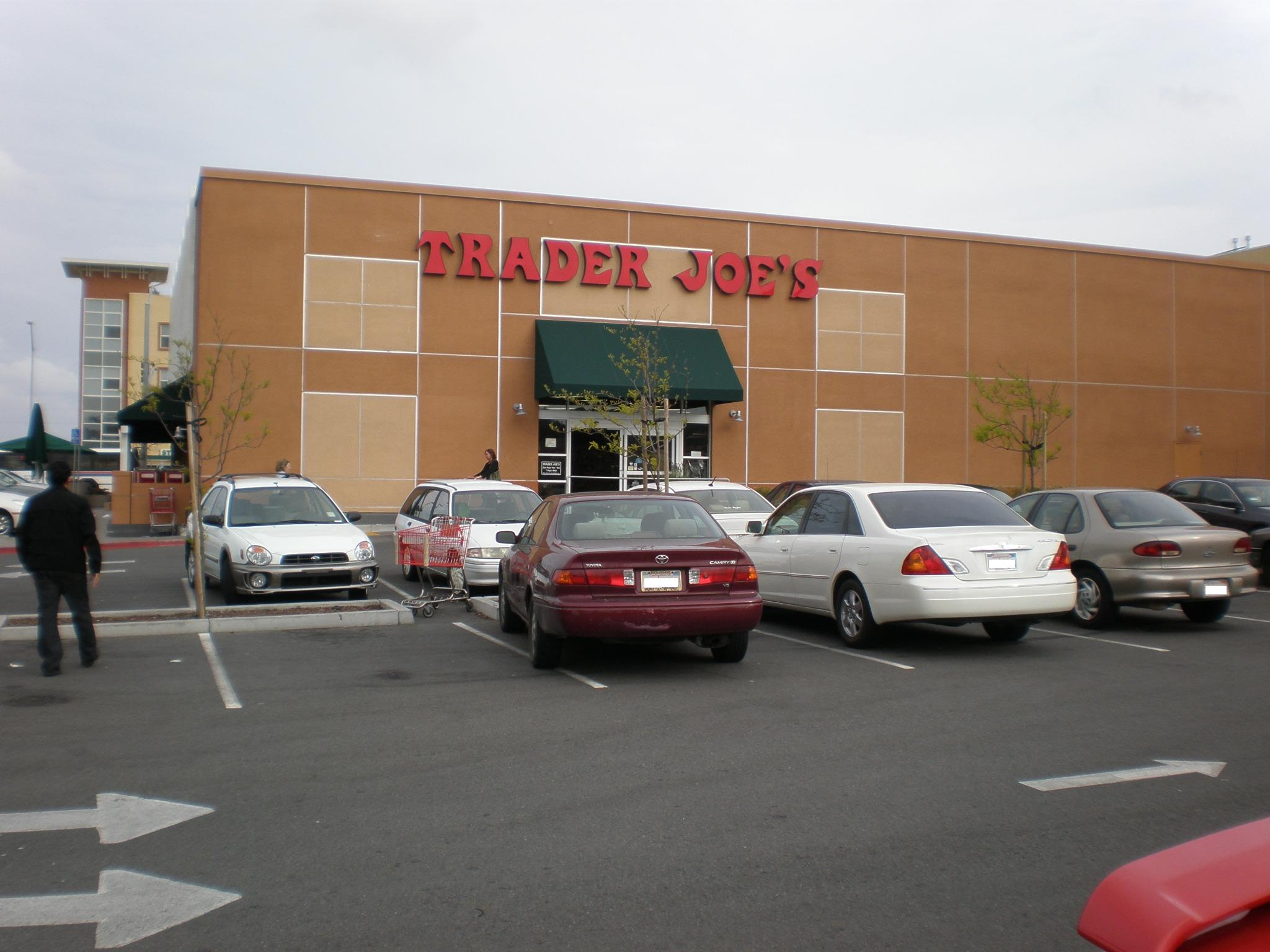
Filiale von Trader Joe’s in San Francisco, Kalifornien

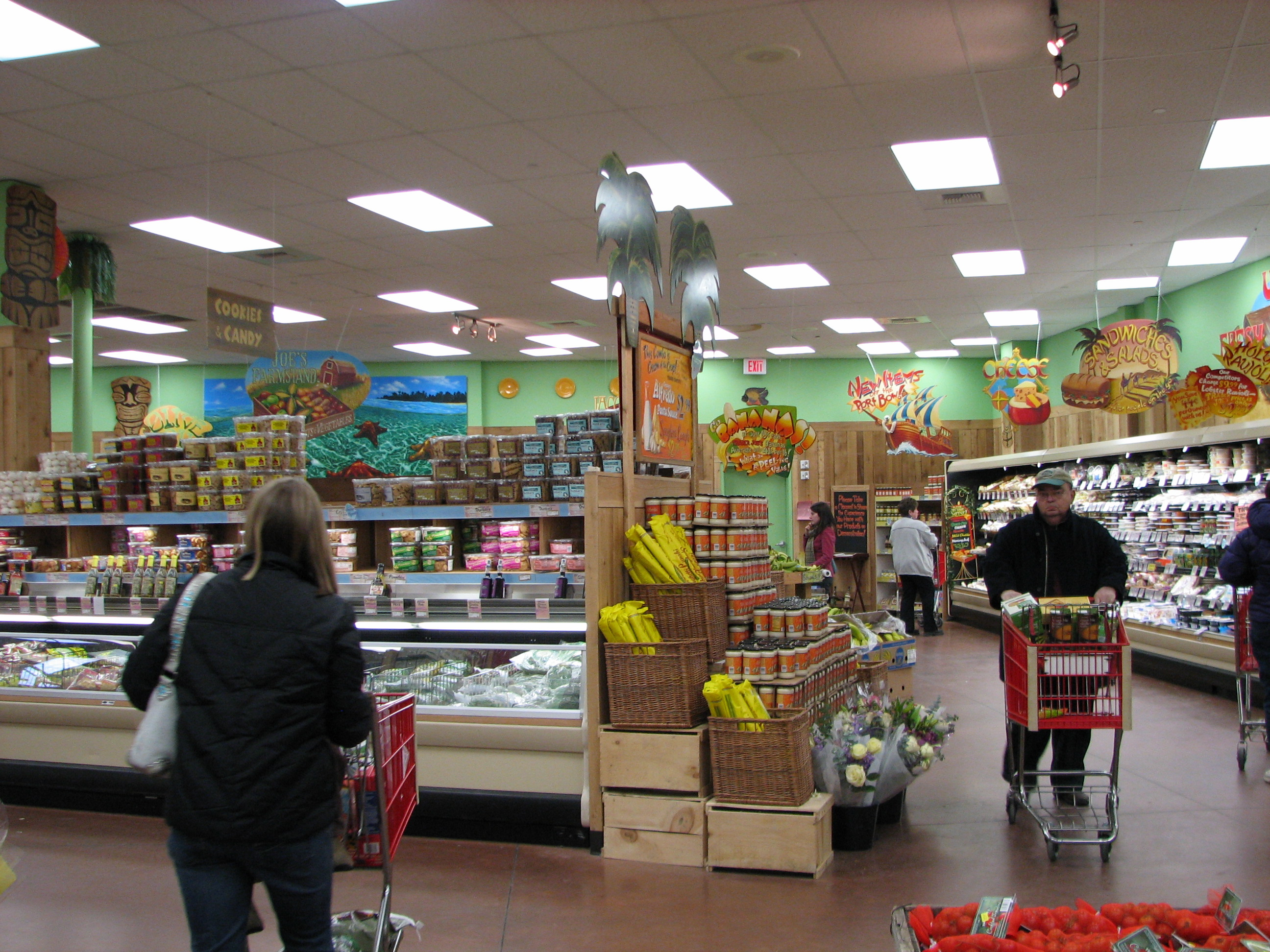
Innenansicht eines Trader-Joe’s-Marktes

Trader Joe’s ist eine US-amerikanische Lebensmittel-Einzelhandelskette mit über 500 Filialen (Stand: August 2020) in 42 US-Bundesstaaten, vorwiegend im Westen der USA.

## Geschäftskonzept

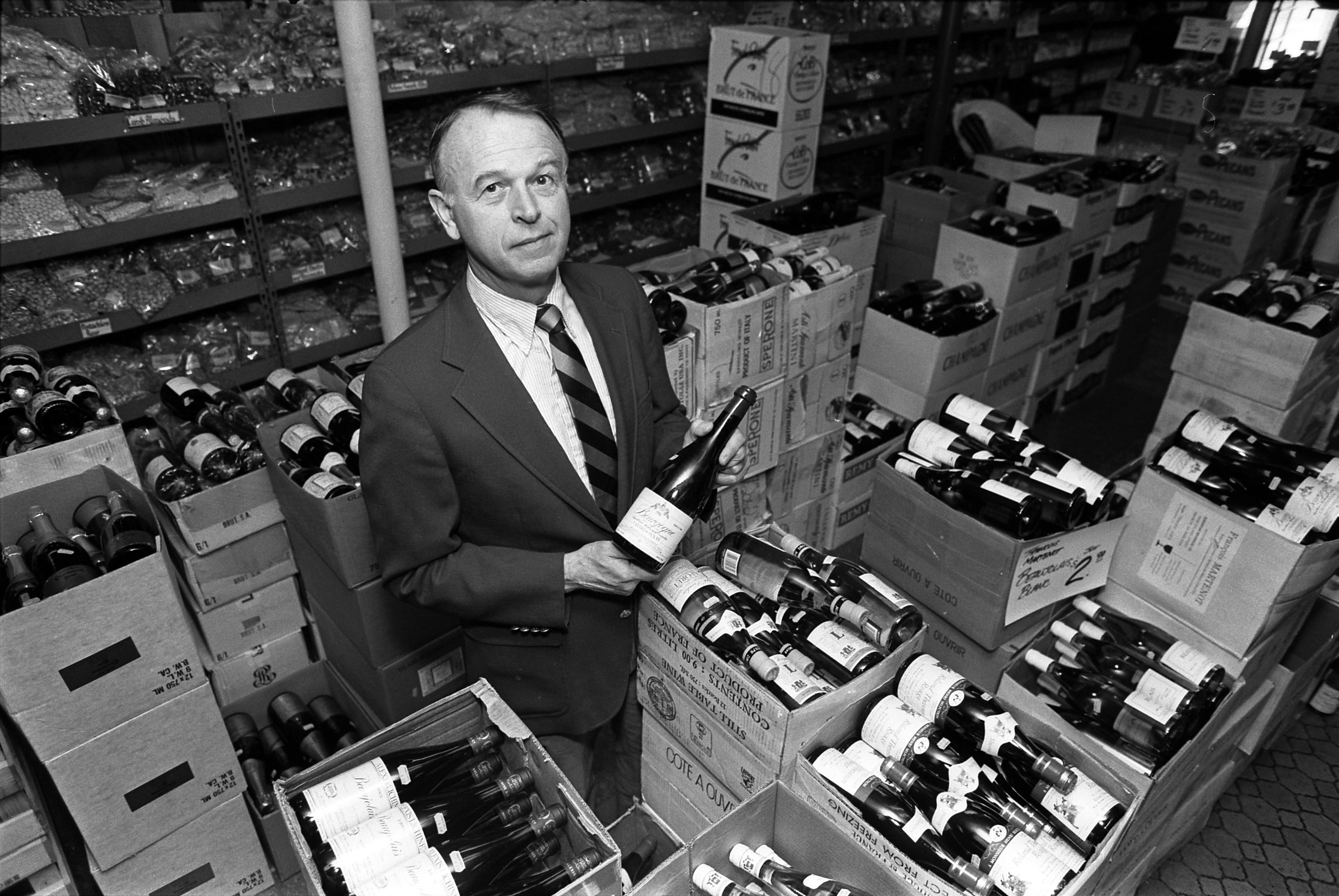
Gründer Joe Coulombe (1986)

Joe Coulombe (1930–2020) gründete die Ladenkette 1958 unter dem Namen Pronto Markets in der Greater Los Angeles Area, 1967 benannte er sie in Trader Joe’s um und richtete diese nach einer neuen Geschäftsidee auf gesunde und exotische Lebensmittel aus. 1979 wurde das Unternehmen von der deutschen Markus-Stiftung übernommen, die sich unter der Kontrolle der Familien Theo Albrecht junior, dem ältesten Sohn des Aldi-Nord-Gründers Theo Albrecht, und Babette Albrecht, der Ehefrau seines zweiten Sohnes Berthold Albrecht, befindet.
Ein besonderes Merkmal der Geschäfte sind die in Hawaiihemden gekleideten Mitarbeiter; die Filialleiter nennen sich Captain („Kapitän“), der Stellvertreter Second Mate („Zweiter Maat“) und die anderen Angestellten heißen Crew („Besatzung“). Das Sortiment ist, ebenso wie das der Aldi-Märkte, sehr begrenzt und umfasst nicht mehr als etwa 3000 Artikel. Beim Warenangebot handelt es sich im Gegensatz zu den normalen amerikanischen Aldi-Filialen von Aldi Süd allerdings um Spezialitäten, wie Delikatessen, Erzeugnisse aus ökologischem Landbau, vegetarische und importierte Lebensmittel sowie Weine. Das Handelsblatt beurteilte 2006 das Geschäftskonzept von Trader Joe’s wie folgt: „Die Produktauswahl ist begrenzt – eine Mischung aus ein bisschen Öko, ein bisschen Gourmet und ein bisschen Discount. Kurzum alles, was der standesbewusste, linksliberale Amerikaner braucht.“
2006 wurden mit 300 Filialen geschätzte 5 Mrd. US-Dollar Umsatz gemacht.
Trader Joe’s hatte 2013 wie Costco und QuikTrip eine für den US-Einzelhandel vergleichsweise hohe Entlohnung.

## Trader Joe’s in Deutschland
Aldi Nord vertreibt in Deutschland Produkte unter dem Namen Trader Joe’s. Dazu gehören unter anderem Eistee, Fisch, Fleisch, Trockenobst, Nüsse, Salate, Eis und Knäckebrot.

## Kritik
Dem Konzern werden das Vorgehen gegen gewerkschaftlich organisierte Beschäftigte und eine mangelhafte soziale Absicherung der Arbeitnehmerschaft vorgeworfen.